# 공산주의 희생자 기념비 (워싱턴 D.C.)

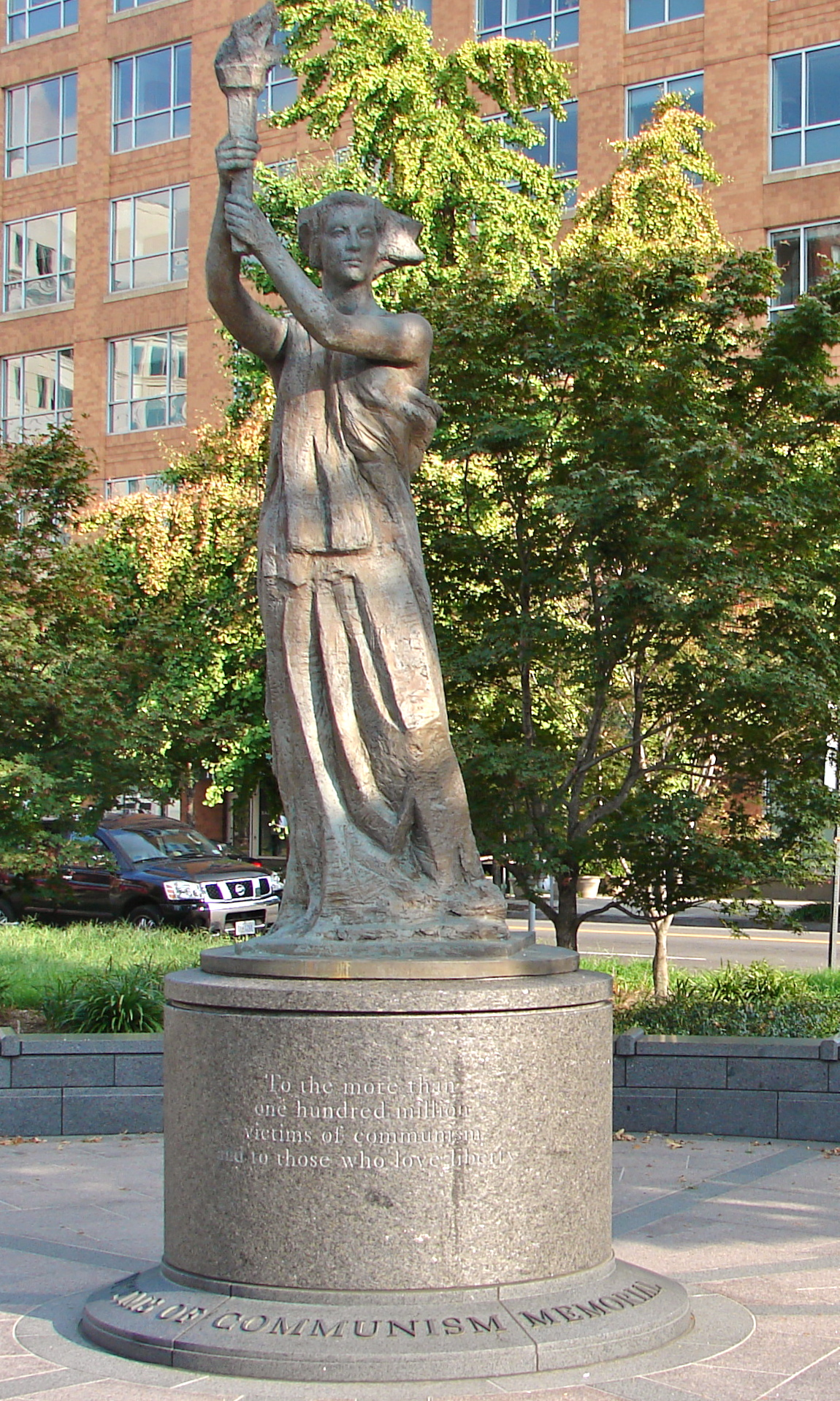
민주주의의 여신상 레플리카

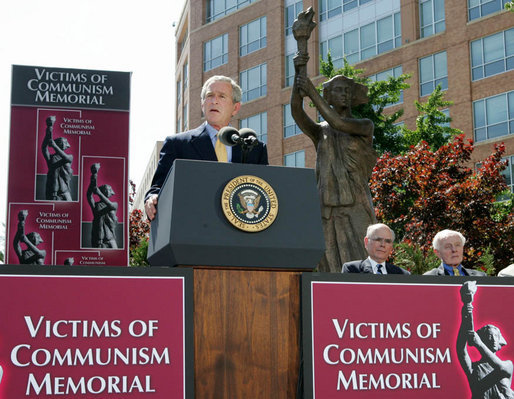
공산주의 희생가 기념비 제막식에 참석한 조지 W. 부시 미국 대통령

공산주의 희생자 기념비(영어: Victims of Communism Memorial)는 미국 워싱턴 D.C.에 위치한 공산주의 시대의 희생자들을 기념하는 조각 작품이다. 유니언역에서 2블럭 정도 떨어져 있으며 미국 국회의사당이 보이는 매사추세츠가와 뉴저지가의 교차로에 위치한다.

## 특징
공산주의 희생자 기념비는 로널드 레이건 미국 대통령이 1987년에 베를린 장벽 앞에서 했던 이 장벽을 허무시오 연설 20주년 기념일인 2007년 6월 12일에 조지 W. 부시 대통령이 헌정했다. 공산주의 희생자 기념재단에서는 "이 기념비는 1억 명이 넘는 공산주의 희생자를 위한 것이다. 공산주의 폭정의 역사가 미래 세대들에게 가르쳐주는 것을 보장하는 것이다."라고 설명한다.
이 기념비는 1989년 톈안먼 사건 당시에 중국의 학생 시위대가 건립했던 민주주의의 여신상을 묘사한 3m 높이의 청동 모형이 있다. 이 기념비의 디자인과 동상 제작은 미국의 조각가인 토머스 마시가 맡았다. 비문에는 다음과 같은 문장이 쓰여져 있다.
앞면: To the more than one hundred million victims of communism and to those who love liberty (1억 명이 넘는 공산주의 희생자와 자유를 사랑하는 사람들에게)
뒷면: To the freedom and independence of all captive nations and peoples (억류된 모든 국가와 국민의 자유와 독립을 위해)

## 건립 과정
공산주의 희생자 기념비 설립과 관련된 법률(H.R. 3000)은 데이나 로러배커, 톰 랜토스 미국 하원 의원, 클레이본 펠, 제시 헬름스 미국 상원 의원이 발의했고 1993년 12월 17일에 만장일치로 통과되어 빌 클린턴 대통령이 서명하면서 제정되었다. 또한 즈비그뉴 브레진스키, 리 에드워즈, 그로버 노퀴스트, 레브 도브라이언스키를 비롯한 미국의 유명한 보수주의 성향 인사들의 지지를 받았다. 하지만 기념비 설립이 지연됨에 따라 1998년 10월 21일에 승인된 미국 공법 제105-277조 제326항에 명시된 인가 기간을 2007년 12월 17일까지 연장했다. 공산주의 희생자 기념재단은 기념비 계획의 첫 단계에 자금을 지원하고 지휘할 의무가 있다.
2005년 11월에는 미국 국가수도계획위원회가 기념비의 디자인을 승인했다. 건설 및 유지 관리 비용으로 825,000 미국 달러 이상이 투입되었고 2006년 9월 27일에 기공식을 가졌다.

## 제막식
이 기념비는 2007년 6월 12일에 공식적으로 헌정되었다. 초청 인사들 중에는 베트남 출신의 시인 응우옌치티엔, 중국 출신의 정치범 해리 우, 리투아니아 출신의 반공주의 언론인 니욜레 사두나이테 등 공산주의 정권에서 박해를 받은 많은 나라 출신의 사람들이 있었다. 조지 W. 부시 대통령은 제막식에서 공산주의로 고통받은 사람들 가운데 일부를 익명으로 다음과 같이 설명했다.
이들 가운데에는 스탈린의 대기근으로 굶어 죽은 무고한 우크라이나인이나 스탈린의 숙청으로 죽은 러시아인, 소차에 실려서 북극에 위치한 죽음의 소련 공산주의 수용소로 추방된 리투아니아인과 라트비아인, 에스토니아인도 포함되어 있습니다. 그 외에도 대약진 운동, 문화 대혁명 과정에서 살해당한 중국인들, 폴 포트의 킬링 필드에서 살해당한 캄보디아인들, 자유를 찾기 위해 베를린 장벽에 오르려다 총격을 받은 동독인들, 카틴 숲에서 학살당한 폴란드인들, 적색 테러로 인해 살해당한 에티오피아인들, 니카라과 산디나스타 독재 정권에서 살해당한 미스키토족, 폭정을 피해 뗏목을 타고 탈출하다가 익사한 쿠바인들도 있습니다.

조지 W. 부시 대통령은 "우리는 결코 죽은 모든 사람들의 이름을 알 수는 없겠지만 이 신성한 장소에서 공산주의의 알려지지 않은 희생자들은 역사에 바쳐지고 영원히 기억될 것입니다. 우리는 이 기념비를 희생자들에게 바치고 그들의 삶을 인정하고 그들의 기억을 기려야 할 의무가 있기 때문에 바칩니다."라고 밝혔다. 또한 "우리 나라(미국)를 공격한 테러리스트와 급진주의자들은 자유를 경멸하고 모든 반대를 억압하며 확장주의적 야망을 가지고 있고 전체주의적인 목적을 추구하는 살인 이데올로기의 추종자들입니다."라고 밝히면서 공산주의를 미국이 직면한 테러의 위협과 동일시했다.
2008년에는 크림반도 국제 위원회가 기념비 제막 1주년 기념식을 거행했다. 2011년 6월 9일에는 공산주의 정권하에서 고통 받은 민족 및 종교 단체의 대표들이 참석한 2번째 기념식을 거행했다.

## 비판
겐나디 주가노프 러시아 연방 공산당 대표는 조지 W. 부시 대통령의 공산주의 희생자 기념비 헌정에 대해 "미국의 진실하고 피비린내 나는 범죄로부터 세계 여론의 관심을 돌리려는 서투른 선전 시도"라고 지적했다. 또한 "미국의 대통령이 어떻게 이라크, 아프가니스탄, 소말리아, 코소보의 세르비아인, 관타나모 수용소 그리고 동유럽의 CIA 교도소가 세계주의자들의 범죄 블랙리스트의 일부라는 사실을 감안할 때 이 건물을 개방할 수 있겠는가?"라고 비판했다.
《시카고 트리뷴》은 워싱턴 D.C.의 공산주의 희생자 기념비가 1989년 톈안먼 사건을 연상시키기 때문에 주미국 중국 대사관으로부터 "중국을 모욕하려는 시도"라는 비난을 받았다고 보도했다. 이에 대해 미국의 보수주의 성향의 학자인 리 에드워즈 공산주의 희생자 기념재단 이사장은 중국 당국의 공식적인 불만을 알지 못했다고 말했다. 친강 중화인민공화국 외교부 대변인은 "미국이 기념비 헌정식에서 중국에 대한 비판을 통해 '냉전'을 강요하고 이념과 사회 제도의 대립을 선동하는 한편 중국에 대한 내정 간섭을 자행했다."고 비난하면서 공식적인 항의를 제기했다.

## 같이 보기
- 반공주의
- 냉전
- 대약진 운동
- 대숙청
- 굴라크
- 적색 테러
- 소련이 저지른 전쟁 범죄